# Israelsk vin
Israelsk vin produceres på vingårde, som varierer i størrelse fra små boutiquelignende foretagender med en produktion på nogle tusinde flasker om året til de største, som leverer mere end ti millioner flasker årligt. 

## Vinproduktion i tidligere tider
Vin har været produceret i området fra før-bibelsk tid. Landområderne, som var kendt som Kanaan og Judea producerede vin 2000 år før vinproduktion var kendt i Europa. Vinproduktionen havde på denne tid både stor økonomisk betydning og vin havde vigtige rituelle betydninger.
Byen Gibeon var et centrum for vinproduktion på denne tid. Arkæologiske udgravninger i 1959 og 1960 afdækkede vinkældere med vin, som var produceret mellem 600 og 700. Arkitektonisk er der mange ligheder mellem disse vinkældere og kældere i Champagne i Frankrig, men lagerrummene i Israel blev bygget 500 år tidligere.
Efter de romerske erobringer i Judæa i 70 blev mange vingårde ødelagt. De resterende overlevede ikke den muslimske periode, som startede i 636 og som førte til et 1200 år langt afbrudt i vinproduktionen.

## Omstart
Den moderne vinproduktion i Israel blev grundlagt af baron Edmond James de Rothschild, som ejede det berømte Bordeauxslot Château Lafite-Rothschild. I 1882 støttede han den nye bølge af jødiske immigranter ved at bidrage til opbygningen af en levedygtig vinindustri. I starten oplevede pionererne mange tilbageslag; jorden var stenet og sandfyldt, avlen overlevede ikke den varme sol og de første vingårde blev ramt af phylloxera.
I 1906 overlod Rotschild ledelsen af vingårdene til vindyrkerne, som dannede et kooperativ. I 1957 donerede næste generation Rotschild, James Rothschild, anlæggene til vindyrkernes kooperativ. I den første tid havde disse vine navnet Carmel. I 1960'erne fik israelske vine ord på sig for at være for tyktflydende og søde til at appellere til europæisk smag.
I 1970'erne startede Carmel de første forsøg på at producere vine baseret på rene druetyper (Cabernet Sauvignon og Sauvignon Blanc).
Det første skridt mod anerkendelse for kvalitetsproduktion blev taget med vinen Carmel Special Reserve 1976, som blev taget til markedet i 1980. Vinen var det første alvorlige forsøg på at lave en "fin" vin – og det var vellykket. Også 1979-årgangen af denne vin fik en god modtagelse.

## Vinrevolution
I 1980-tallet startede kvalitetsrevolutionen for alvor, først og fremmest med oprettelsen af en vingård på Golanhøjderne i 1983. Eksperter fra Californien blev hentet ind, samtidig som man investerede i førsteklasses udstyr. Beliggenheden i højere, koldere klima betød et tidevandsskifte for produktionen af kvalitetsvin. Under navnet Yarden vandt den nye vingård en række medaljer på IWSC i London og Vinexpo i Bordeaux.
Internationalt førte resultaterne til, at druer som Grenache, Semillon, Petit Sirah og Carigan blev byttet ud. Fokus blev sat på planting af Cabernet Sauvignon, Merlot, Sauvignon Blanc, Chardonnay, Pinot Noir samt hvit Riesling og Gewürztraminer.
Successen fra Golan førte i næste omgang til, at vindyrkning blev startet i en række andre, højereliggende områder.

## Vinområder
- Galilæa – er sandsynligvis det bedste til dyrkning af druer på grund af højde (800 moh), kølige vinde, markeret forskel på dag- og nattemperatur og frugtbar, til dels vulkansk jord, som er veldrænet (passende for Cabernet Sauvignon, Merlot, Sauvignon Blanc og Chardonnay).

- Judæahøjderne – området omkring Jerusalem har et køligt klima på grund af højden. Her dyrkes for det meste chardonnay.

- Shimson – mellem Judæahøjderne og kystsletten

- Negev – vandingsanlæg har gjort det muligt at dyrke Merlot i disse, nærmest nedbørsløse områder.

- Sharon – nær kysten syd for Haifa, omkring byerne Zikhron Ya’aqov og Binyamina findes fortsat de største vinmarker i Israel.

- Golan  mod nord er der en øgende drueproduktion, specielt nær grænsen mod Syrien.

Den største drueproduktion sker fortsat i Sharon og Shimson, men vinene af bedst kvalitet kommer fra øvre Galilæa, Golan, Judæa og Ramat Arad. Jorden er såkaldt Terra Rossa ved kysten, kalkstenspræget på højderne, sand mod syd og vulkansk mod nord. Totalt er der nu 4.000 hektar vinmarker. Med stor klimavariation fra det snedækkede Hermonbjerg i nordre Golan til Negev mod syd bliver produktionen mangfoldig. Den specielle kombinationen af vulkansk jord og klima i Galilæa har givet opløftende resultater.

## Druetyper
De mest almindelige druer i israelsk vinproduktion i dag er Cabernet Sauvignon, Merlot, Sauvignon Blanc og Chardonnay. Der dyrkes også en del Pinot Noir, Cabernet Franc, Johannisberg Riesling, Gewürztraminer og Muscat Canelli. Blandt nyere drueslag er Syrah/Shiraz de mest lovende.

## Påvirkning
Selv om vinproduktionen har franske rødder, er det først og fremmest vinekspertise fra Californien, som har bidraget til den udvikling, som skete fra 1980-tallet. Australsk indflydelse har efter hvert også gjort sig gældende og israelske vinproducenter har uddannelse og henter inspiration fra Australien, Californien, Frankrig og Italien. Australien har i dag en dominerende indflydelse.

## Industri
Der er ca. 12 kommercielle vinproducenter i Israel i dag i tillæg til 150 mindre. I tillæg til egne vinmarker, køber disse råvarer ind fra flere tusinde vindyrkere. De største er:
- Carmel
- Barkan
- Golan
- Efrat
- Binyamina
- Tishbi
- Galil
- Dalton
- Recanati

## Opsummering
Israelsk vin har udviklet sig dramatisk fra den sirupssøde drik, som gav afsmag for nogle årtier siden. I dag findes israelske vine på trestjerners Michelinrestauranter og på hylderne hos velrenommerede vinhandlere både i Europa og USA. Yarden har etableret et renommé. Carmel findes på ny på hylderne i supermarkeder i Europa og USA. Eksporten går til 40 lande, først og fremmest i Europa og Nordamerika. Israel er ny på dagens vinmarked, men traditionerne er blandt de ældst dokumenterede.